# Paulo Portas
Paulo de Sacadura Cabral Portas (Lisboa, São Sebastião da Pedreira, 12 de setembro de 1962) é um jurista, jornalista, político e comentador português.

## Infância e juventude
Nascido na freguesia de São Sebastião da Pedreira, hoje Avenidas Novas, cresce em Lisboa, no seio de uma família de fortes afinidades politicas e intelectuais, porem marcada pelo casamento dos pais, que descreveria como "turbulento"
O meio social e as relações familiares privilegiadas alimentar-lhe-ão o interesse pela politica, desde praticamente a pré-adolescência.
O pai, Nuno Portas, um destacado arquiteto, teria, entre outras responsabilidades, o cargo de Secretário de Estado da Habitação, durante os três primeiros governos provisórios da Revolução de 25 de Abril de 1974, de Adelino da Palma Carlos e Vasco Gonçalves. 
O tio Carlos Portas (irmão mais velho do pai), engenheiro agronômico, foi Secretário de Estado da Estruturação Agrária no I Governo Constitucional, de Mário Soares. 
O avo paterno, Leopoldo Barreiro Portas (filho de espanhóis da Galiza imigrados em Portugal), tinha sido Presidente da Câmara Municipal de Vila Viçosa e Procurador a Câmara Corporativa, durante o Estado Novo.
A mãe e' a economista Helena de Sacadura Cabral, primeira mulher a ter integrado os quadros do Banco de Portugal, conhecida igualmente pela sua regular colaboração com a comunicação social.
O tio materno, Sérgio Sacadura Cabral, diplomata, teve, entre outras responsabilidades, a de embaixador de Portugal na União Soviética.
Ainda na família materna foi seu tio-avô o piloto aviador Artur Sacadura Cabral, que, com Gago Coutinho, foi responsável pela primeira travessia área do Oceano Atlântico.
Tem como irmãos Miguel Portas, que veio a ser militante fundador do Bloco de Esquerda, e Catarina Portas, jornalista, apresentadora de televisão e empresária, fundadora dos Quiosque de Refresco e das lojas A Vida Portuguesa (filha de relação de Nuno Portas com a também arquiteta Margarida Sousa Lobo.)
A escritora Maria Velho da Costa foi sua madrinha de batismo.
O seu percurso escolar e acadêmico foi realizado em instituições ligadas a Igreja Católica - estudou no Colégio de São João de Brito, de padres jesuítas, e licenciou-se em Direito, na Faculdade de Direito da Universidade Católica Portuguesa.

### Militante daJSDe doPSD
Iniciou a sua vida política na Juventude Social-Democrata, estrutura a que aderiu em 1975, tinha então apenas 12 anos de idade. 
Alguns anos mais tarde, seria diretor adjunto do jornal oficial da JSD em Lisboa, então designado Pelo Socialismo.
Em 1979, aderiu também ao Partido Social-Democrata.
Chegou a disputar a liderança da Comissão Política Distrital de Lisboa da JSD. 
Abandonou as duas estruturas em 1982, decisão influenciada, segundo afirmaria, pelo desaparecimento precoce de Francisco Sá Carneiro.

## Carreira no jornalismo
Paulo Portas estreou-se no jornalismo com apenas 15 anos de idade.
Entrou então como estagiário na redacção de O Tempo, jornal dirigido por Nuno Rocha, conotado com o Centro-Direita. 
Seria, posteriormente, redator de A Tarde e do Semanário, acompanhando Vítor Cunha Rego, jornalista próximo do PS que, mais tarde, se aproximaria do projeto politico de Francisco Sa Carneiro.

### O Independente
Juntamente com Miguel Esteves Cardoso e Pedro Paixão, e sob estrutura de financiamento montada por Luís Nobre Guedes, Paulo Portas foi um dos jornalistas fundadores do jornal O Independente, em 1988. 
Do ponto de vista editorial, tratava-se de um semanário que pretendia revolucionar a imprensa portuguesa, afirmando-se como um contraponto libertário e culto face à imprensa esquerdista de então ou, no dizer de Filipe Santos Costa — autor do livro editado em 2015, O Independente. A máquina de triturar políticos — «uma vanguarda cultural e estética que não tinha lugar na imprensa tradicional».
Do ponto de vista político, é um projeto associado à estratégia de intervenção de uma geração de jovens que não se reviam na nomenklatura herdada dos tempos da revolução. 
Nesse projeto, Portas seria o artífice jornalístico e Nobre Guedes — fundador e primeiro administrador da editora do jronal, SOCI, que venderia a Miguel Pais do Amaral, em 1991 —, o artífice empresarial.
Seria O Independente que traria notoriedade ao jovem jornalista.
No "Indy", acrônimo pelo qual o jornal também era conhecido, Portas torna-se protagonista de violentas críticas e denúncias contra os governos de Aníbal Cavaco Silva e os seus ministros (Miguel Cadilhe, Jorge Braga de Macedo, João de Deus Pinheiro, entre outros). Várias vezes, os artigos de Politica do jornal o levam ao banco dos réus, mas deles quase nunca sai vencido. 
Pela mesma altura, a par do jornalismo, lecionou, na Universidade Moderna de Lisboa, a disciplina de História das Ideias Políticas, e fundou a Amostra, centro de sondagens da mesma instituição, que também dirigiu.

## Carreira política noCDS
Em 1995 Paulo Portas abandona a direção d'O Independente e, contradizendo o que afirmara em diversas entrevistas — chegara a afirmar-se "geneticamente anti-poder" —, inicia uma carreira politica.
O partido que o acolhe é o CDS, do qual já estava próximo, desde a liderança de Manuel Monteiro. Portas fora um dos estrategos de Monteiro, apoiando-o na revisão da orientação política do partido, que se assumia agora como liberal e anti-federalista, e com a nova designação de CDS – Partido Popular.
Manuel Monteiro inclui Portas nas listas do CDS-PP como cabeça-de-lista no Círculo de Aveiro, às legislativas de 1995, sendo assim eleito deputado à Assembleia da República.
As campanha eleitoral é marcada por uma polemica. Num circulo em que também concorriam Carlos Candal e José Pacheco Pereira, cabeças-de-lista do PS e do PSD, respetivamente, Candal será autor de um sarcástico texto, intitulado Breve manifesto anti-Portas em Português suave. Nele, o autor chamava "menino da mamã" a Portas e, nas entrelinhas, insinuava que seria apoiado pelo lobby gay. Por causa desse texto polémico, o líder do PS António Guterres vê-se forcado a retirar a confiança política a Candal.

## Primeiro ciclo de liderança doCDS - Partido Popular(1998-2005)
Incompatibilizado com Manuel Monteiro, disputou em 1998 a liderança do CDS-PP à sua sucessora designada, Maria José Nogueira Pinto, que derrotou. 
Iniciava assim um longo percurso à frente do CDS-PP — as vitórias nas eleições internas de 1998, 2000, 2002, 2004, 2007, 2009, 2011 e 2013 fariam dele o líder partidário com mais tempo no poder: 18 anos, com um intervalo de dois, entre 2005 e 2007.
Candidato a eleições autárquicas, legislativas e europeias, Paulo Portas foi eleito deputado à Assembleia Municipal de Oliveira de Azeméis (1997-2001), deputado ao Parlamento Europeu (1999) e vereador da Câmara Municipal de Lisboa (2001), depois de ter encabeçado a lista do CDS a essa autarquia. 
Acumulou ainda o cargo de presidente do partido com o de presidente do Grupo Parlamentar do CDS-PP (1999-2001).

#### Tentativa de coligação com oPSDdeMarcelo Rebelo de Sousa
Pouco tempo depois de ter formado uma pré-coligação com o PSD de Marcelo Rebelo de Sousa, intitulada «Alternativa Democrática», para enfrentar o PS de António Guterres, nas eleições legislativas de 1999, o PSD abandonou o projeto e Marcelo Rebelo de Sousa acabaria mesmo por se demitir da liderança do partido. 
Como pano de fundo estavam os boatos que corriam sobre a ligação de Portas à Universidade Moderna de Lisboa, instituição cujos dirigentes se viram envolvidos num conjunto de irregularidades e desvio de dinheiros. 
Marcelo resistia a defender Portas nesse transe e a quebra de confiança fez com que o projeto da Alternativa Democrática morresse ali.

#### Estreia no governo, comJosé Durão Barroso
A estreia de Portas em funções de governo viria a dar-se com Durão Barroso. 
A coligação com o PSD foi celebrada na sequência das eleições legislativas de 2002, em que o PSD saiu vitorioso, mas sem alcançar a maioria absoluta. Paulo Portas e Durão Barroso fizeram essa coligação pós-eleitoral, que levou o líder centrista a assumir o cargo de Ministro de Estado e da Defesa Nacional (2002-2004) do XV Governo Constitucional. 
A seguir, com a indigitação de Pedro Santana Lopes na chefia do Governo, Portas foi empossado como Ministro de Estado, da Defesa Nacional e dos Assuntos do Mar (2004-2005) do XVI Governo Constitucional.

## Demissão de líder doCDS-PP
Nas eleições legislativas de 2005, não conseguindo o objetivo de obter 10% dos votos e evitar a maioria absoluta do Partido Socialista, pediu a demissão do partido. 
Na disputa pela sucessão, os portistas uniram-se em torno de Telmo Correia. Seria porem José Ribeiro e Castro a sair vencedor das diretas, acabando nomeado líder no 26.º congresso do partido, em Gondomar.
Em 2005, Portas foi distinguido pelo Secretário da Defesa dos Estados Unidos da América, Donald H. Rumsfeld, com a medalha ‘Distinguished Public Service Award'.

## Segundo ciclo de liderança do CDS - Partido Popular (2007-2016)
Em 2007 Portas voltaria com uma candidatura à Comissão Política Nacional do CDS-PP.
Impede então que José Ribeiro e Castro renove o seu mandato, obtendo quase 75% dos votos sobre este. 
No intervalo, dedicara-se à análise da atualidade política, com um programa na SIC Notícias, mas não deixara o Parlamento, onde se destacava em calorosos debates com José Sócrates e os seus ministros. 
Nesses anos critica fortemente as políticas de austeridade e os cortes nos apoios sociais; faz denúncias sobre a ASAE ou do Ministro da Agricultura Jaime Silva, quando Portugal teve de devolver os fundos comunitários para a agricultura, por falta de abertura de concursos; critica os projetos de obras públicas que provocariam um aumento da despesa pública.
Enquanto isso o PSD vivia lutas internas e disputas sucessivas de liderança - de Marques Mendes a Luís Filipe Menezes; de Manuela Ferreira Leite a Pedro Passos Coelho.
Reeleito deputado nas eleições legislativas de 2009, os jornalistas alimentam especulações sobre se Portas aceitaria coligar-se com Sócrates, perante o facto de o PS vencer sem maioria absoluta.
As expetativas, porém, não se confirmam e Sócrates formará governo minoritário.
Ao fim de dois anos, em 2011, o CDS-PP une-se ao PSD, ao Partido Comunista, aos Verdes e ao Bloco de Esquerda na recusa de um quarto programa de austeridade (PEC), proposto à Assembleia da República pelo governo de Sócrates.
Entretanto, a necessidade de Portugal recorrer à ajuda externa (do FMI, do BCE e da UE) face à incapacidade autónoma de travar o défice das contas públicas portuguesas induziram o primeiro-ministro socialista José Sócrates a demitir-se do cargo de primeiro-ministro e obrigaram o presidente Cavaco Silva a convocar eleições antecipadas para 5 de junho de 2011.
Foi reeleito nas legislativas desse mesmo ano.

#### Regresso ao Governo, comPedro Passos Coelho
Portas conduziu as negociações para a constituição do XIX Governo Constitucional de Portugal pelo CDS-PP com o líder do PSD, Pedro Passos Coelho, que culminaram na assinatura a 16 de junho de 2011 de um acordo político de governação denominado "Maioria para a Mudança". 
No dia 21 de Junho de 2011, toma posse como Ministro de Estado e dos Negócios Estrangeiros pelo XIX Governo Constitucional de Portugal. 
Nestas funções, sugeriu que as Embaixadas de Portugal se tornassem locais de mostras de produtos nacionais. Posteriormente, ficou encarregue da Economia para as questões externas, até então a cargo do Ministério da Economia e de Álvaro Santos Pereira.

#### Demissão do governo dePassos Coelho
A 2 de julho de 2013, Paulo Portas apresentou o seu pedido de demissão do XIX Governo o qual, nos termos do comunicado que então divulgou, era irrevogável.
O pedido de demissão resultou da escolha, pelo Primeiro-Ministro, de Maria Luís Albuquerque como Ministra das Finanças para substituir Vítor Gaspar, que tinha apresentado a sua demissão no dia anterior.
Contudo, após dois dias de conversações entre os líderes da coligação, os dois partidos chegaram a um acordo. No dia 7 de julho, o líder do CDS-PP é nomeado vice-primeiro-ministro e fica com a responsabilidade da coordenação das políticas económicas, do relacionamento com a Comissão de Credores e da reforma do Estado. 
Portas foi novamente nomeado e empossado como vice-primeiro-ministro do XX Governo Constitucional em 30 de outubro de 2015, governo que ficou em funções apenas até novembro do mesmo ano.

## Afastamento da vida política ativa
Paulo Portas anunciou no dia 28 de dezembro de 2015 que não se iria recandidatar à liderança do CDS-PP no congresso a realizar na primavera de 2016.
Cessou assim as suas funções como líder do CDS-PP ao fim de 18 anos de liderança apenas interrompidos pelo mandato de Ribeiro e Castro, a 13 de março de 2016. 
Em 12 de Maio de 2016, assinou contrato com a TVI para se tornar comentador semanal, no Jornal das 8.
Já em 6 de junho do mesmo ano, o semanário Expresso avança que Portas vai também trabalhar para a Mota-Engil, para dirigir o Conselho Internacional. Este órgão de aconselhamento estratégico da empresa terá como objetivo prioritário o mercado da América Latina. Segundo o Jornal de Negócios, foi por essa razão que o eleito foi Paulo Portas, pois quando foi Ministro dos Negócios Estrangeiros desenvolvera conhecimentos tanto na América Latina como também em África.
Em 2020, foi apontado para liderar coligação PSD/CDS na Câmara de Lisboa e enfrentar Fernando Medina, cenário que rejeitou.

## Polémicas

### Caso Moderna
O Caso Moderna ganhou notoriedade quando Esmeraldo Azevedo, antigo dirigente da Dinensino, proprietária da Universidade Moderna, fez com que a PJ iniciasse um inquérito. Entre a muita informação alegadamente descoberta, focou-se atenção na hipótese de terem sido descobertas informações que Paulo Portas e a sua mãe, Helena Sacadura Cabral, assim como outras personalidades, teriam recebido ofertas da cooperativa em causa, de forma a que esta ganhasse notoriedade e visibilidade nas altas esferas da sociedade. No caso de Paulo Portas, foram noticiadas suspeitas de financiamento do CDS-PP, liderado por Paulo Portas, com fundos da cooperativa, de financiamento da equipa de segurança no Congresso do CDS-PP, em 1998, também pela cooperativa proprietária da Universidade Moderna, assim como de financiamento pela Universidade de despesas pessoais de Paulo Portas, nomeadamente obras em sua casa. Um dos presentes alegadamente terá sido uma viatura de luxo, da marca Jaguar, que Paulo Portas conduzia e com que embateu no carro de uma jornalista do Expresso, e a que teria direito como diretor do centro de sondagens da Universidade Moderna. Politicamente, o caso determinou o fim da coligação entre PSD, liderado por Marcelo Rebelo de Sousa, e CDS, que se perspetivava para as eleições legislativas de 1999, levando inclusive à demissão de Marcelo Rebelo de Sousa do cargo de presidente do PSD; no entanto, Paulo Portas conseguiu ser reeleito presidente do CDS. No setor judicial, o caso levou à demissão do diretor nacional da Polícia Judiciária, Fernando Negrão, e do procurador-geral da República, Cunha Rodrigues.
O "Caso Moderna", assim como ficou conhecido, culminou na detenção de José Braga Gonçalves, o qual foi mais tarde libertado no dia 25 de outubro de 2005. António Sousa Lara, ex-vice-reitor da Universidade Moderna e um dos arguidos no Caso Moderna, acusou Paulo Portas numa sessão de tribunal de estar implicado no caso. Sousa Lara disse que, em relação a Paulo Portas, existia matéria com implicações a nível penal. Segundo Sousa Lara, terão sido umas viagens que Paulo Portas terá alegadamente feito. No entanto, ao ser interrogado por mais informações acerca disto, Sousa Lara escusou-se a clarificar e pediu desculpas ao coletivo de juízes. Este caso também parece ter ligações com a alegada gestão danosa por parte de Paulo Portas, quando este geria a empresa de sondagens Amostra, quando uma alegada carta de José Braga Gonçalves veio a público.

#### Alegada carta de José Braga Gonçalves a Paulo Portas
Alegadamente, José Braga Gonçalves terá escrito uma carta a Paulo Portas, enquanto cumpria prisão preventiva. O que saiu para a comunicação social foi uma carta que se pode ler no site do jornal Público.

### Caso do alegado afastamento de Maria José Morgado
Em 2002, Maria José Morgado, na altura na diretora nacional adjunta da Polícia Judiciária, para surpresa geral, demite-se. Rumores acerca do papel da ex-ministra da justiça Celeste Cardona e Paulo Portas começaram a circular na comunicação social. A princípio, Maria José Morgado declarou serem falsos os rumores que davam a entender que esta teria sido pressionada pelos dois ministros para se demitir. No entanto, mais tarde, numa comissão de inquérito, Maria José Morgado revelou que foi Adelino Salvado, o então diretor nacional da PJ, que lhe tinha dito que eram Celeste Cardona e Paulo Portas que teriam receio que ela continuasse a liderar o combate ao crime económico na PJ. Paulo Portas recusou-se a comentar as declarações de Maria José Morgado, porque tal, segundo ele, faria com que caísse numa armadilha e negou a ligação entre as demissões e o Caso Moderna.

### Caso da compra de submarinos
A compra de submarinos para a Marinha portuguesa ao consórcio alemão German Submarine, referido como caso dos submarinos, e a burla e fraude associada às contrapartidas por essa compra, referido como caso das contrapartidas dos submarinos, ambos com origem na investigação do caso Portucale, estão envoltos em polémica, uma vez que a Escom, empresa do Grupo Espírito Santo, terá efetuado o pagamento de contrapartidas monetárias no âmbito da negócio da compra de submarinos. Alegadamente, suspeita-se que parte desse pagamento de contrapartidas tenha sido depositada numa conta bancária ligada ao CDS-PP. Em outubro de 2009, a PJ realizou buscas num escritório de advogados, para tentar encontrar o contrato que alegadamente anda desaparecido. Francisco Louçã, então líder do partido Bloco de Esquerda, sugeriu que Paulo Portas talvez as encontraria entre as 61 mil fotocópias que alegadamente fez, antes de abandonar as funções governativas. Ana Gomes, então deputada do PS ao Parlamento Europeu, apresentou queixa-crime ao Ministério Público por suspeitas de fraude, violação das regras do mercado interno europeu, má utilização dos dinheiros públicos, corrupção e responsabilidade pelo desaparecimento de documentos. Contudo, Paulo Portas foi apenas chamado ao Ministério Público para depor como testemunha. O processo começou a ser investigado em 2006 e foi arquivado em 2014, por falta de indícios de crime.

### Estoril-Sol
Enquanto ministro, no âmbito da reversão da propriedade do edifício do Casino Lisboa para a Estoril Sol, procurou saber o ponto de situação da decisão do então ministro do Turismo, Telmo Correia, sobre a homologação de um parecer da Inspeção-Geral de Jogos, que permitia que a Estoril Sol ficasse com o edifício do Casino Lisboa, em vez de este reverter para o Estado, como estaria previsto na lei do jogo, após o fim da concessão de exploração. Paulo Portas transmitiu depois a Abel Pinheiro, membro do CDS-PP, que Telmo Correia já havia homologado o parecer.

## Condecorações[30]
- Ilustríssimo Senhor Comendador de Número da Ordem do Mérito Civil de Espanha (17 de agosto de 1998)
- Comendador com Estrela da Ordem do Mérito da Polónia (16 de julho de 2012)
- Banda da Ordem Mexicana da Águia Azteca do México (7 de outubro de 2014)
- Comendador da Ordem da Estrela da Roménia (16 de outubro de 2015)
- Grã-Cruz da Ordem El Sol do Peru (16 de outubro de 2015)
- Excelentíssimo Senhor Grã-Cruz da Ordem do Mérito Civil de Espanha (19 de janeiro de 2016)

## Prémios e nomeações
Troféus de Televisão TV 7 Dias/Impala
| Ano  | Prémio                  | Resultado |
| ---- | ----------------------- | --------- |
| 2021 | Informação - Comentador | Venceu    |